# ديفيد أليوت (رسام توضيحي)
ديفيد أليوت (بالإنجليزية: David Elliot)‏ هو رسام توضيحي نيوزيلندي، ولد في 1952.